# Walter Salzer
Walter Salzer (* 6. Juni 1911; † 31. August 1978) war ein deutscher Pharmazeut. Er war Vorstandsmitglied der Farbenfabriken vorm. Friedr. Bayer & Co. (Bayer AG) und Präsident der Industrie- und Handelskammer Wuppertal.

## Leben und Wirken
Salzer studierte Pharmazie und promovierte als Apotheker. 1938 trat er in die Farbenfabriken vorm. Friedr. Bayer & Co. ein und wurde 1961 Leiter des Werkes in Elberfeld. Er war Leiter der Produktionsbetriebe und Forschungseinrichtungen für Pharmazeutika und Pflanzenschutzmittel. Am 14. Mai 1964 wurde er mit Beschluss der Aufsichtsratssitzung mit Wirkung zum 1. Juni 1964 als Vorstandsmitglied des Konzerns berufen. Salzer war maßgeblich an der Einrichtung des (Pharma-)Forschungszentrums am Aprather Weg in Elberfeld beteiligt.
1970 wurde Salzer Präsident der Industrie- und Handelskammer Wuppertal als Nachfolger von Harald Frowein. Dieses Amt übte er bis 1977 aus, ihm folgte Georg Kroll als Präsident der Industrie- und Handelskammer Wuppertal-Solingen-Remscheid.